# ويلبر ليتل
ويلبر ليتل (بالإنجليزية: Wilbur Little)‏ هو عازف جاز أمريكي، ولد في 5 مارس 1928 في مقاطعة مارتن في الولايات المتحدة، وتوفي في 4 مايو 1987 في أمستردام في هولندا.

## وصلات خارجية
- ويلبر ليتل على موقع ميوزك برينز (الإنجليزية)
- ويلبر ليتل على موقع أول ميوزيك (الإنجليزية)
- ويلبر ليتل على موقع ديسكوغز (الإنجليزية)